# Banu Aws
 (août 2010).
- Si vous ne connaissez pas le sujet, laissez ce bandeau (vous pouvez alors contacter les auteurs).
- Si vous supprimez le contenu mis en cause (vous pouvez préalablement contacter les auteurs),

argumentez précisément cette suppression dans la page de discussion
(un manque de référence n'est pas un argument ; une recherche réelle de référence doit avoir été effectuée, être formellement documentée).
Pour les articles homonymes, voir AWS.

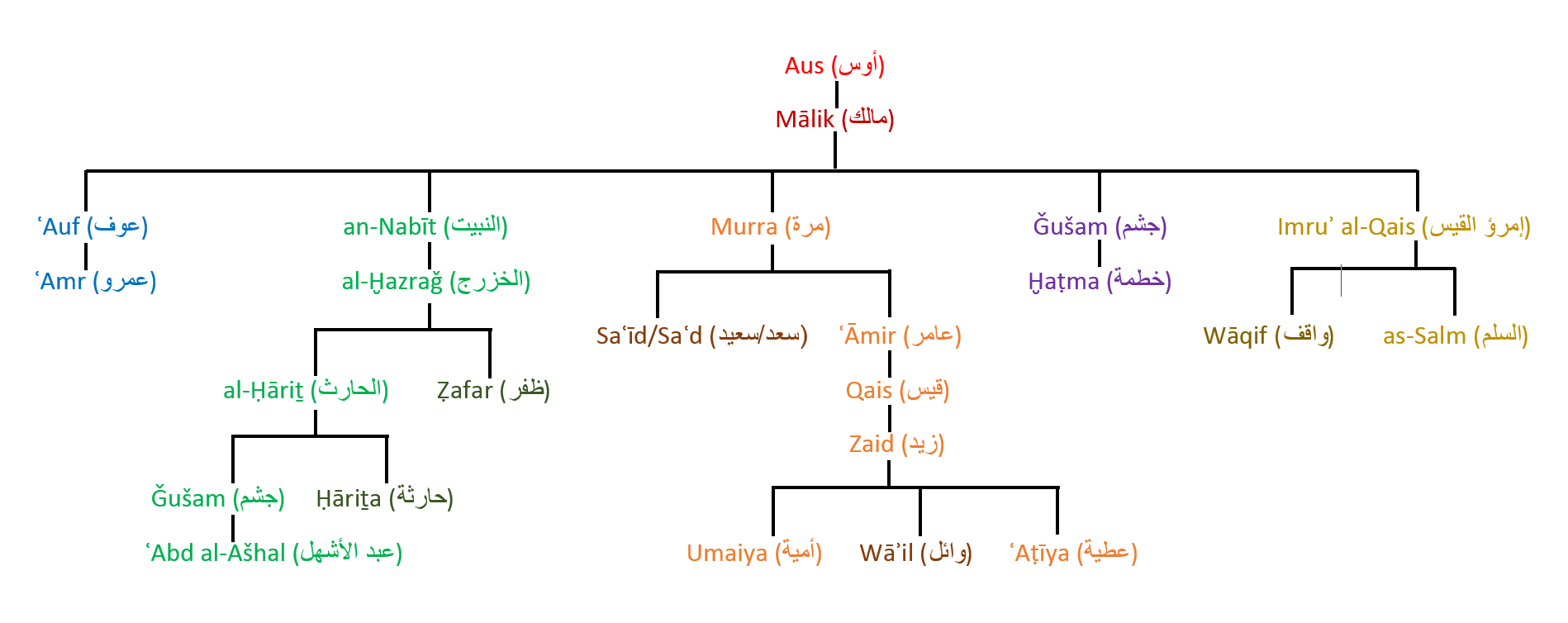
Arbre généalogique des Banu Aws.

Les Banu Aws ou Banu Aus ("fils de Aws", arabe : بنو أوس  prononcé en arabe : /ˈbænuː ʔæws/) seraient une tribu arabe de l'ère médinoise.
Aws et Khazraj étaient connus comme Banū Qayla (بنو قيلة  /ˈbænuː ˈqɑjlæ/) dans l'ère pré-islamique.

## Histoire
Les Aws se seraient séparés des Ghassanides à l'époque préislamique, lors de leur grande émigration vers le nord de la péninsule arabique, pour s'établir finalement à Yathrib (Médine).
Avec les Banu Khazraj, ils ont exercé leur prépondérance sur trois tribus juives établies dans l'oasis. 
En 627, après la bataille du fossé et après un siège de plus de trois semaines, la tribu juive des Banu Qurayza se serait rendu aux musulmans. Le chef des Banu Aws, Sa'd ibn Mu'adh aurait prononcé la condamnation à mort des hommes des Banu Qurayza. Il serait mort quelque temps après des suites d'une blessure à la main subie pendant les combats de la bataille du fossé.
Après avoir joint les armées du prophète, ils auraient participé avec les autres tribus arabes aux conquêtes musulmanes.